# Robert Dicke
Robert Henry Dicke (Saint Louis (Missouri), 6 mei 1916 - Princeton (New Jersey), 4 maart 1997) was een Amerikaans natuurkundige die belangrijke bijdragen heeft geleverd op het gebied van de astrofysica en kosmologie.
Dicke genoot hoger onderwijs aan de Princeton-universiteit en de Universiteit van Rochester alwaar hij zijn doctoraat behaalde. Tijdens de Tweede Wereldoorlog droeg hij bij aan de ontwikkeling van radar en na de oorlog keerde hij terug naar Princeton alwaar hij spectroscopisch onderzoek verrichtte. Hij stelde tevens mede de Brans-Dicke theorie op.
In 1946 voorspelde hij dat de kosmische achtergrondstraling rond de 20 K moest bedragen. Later zou deze straling (met een temperatuur van ongeveer 2,7 K) ook daadwerkelijk ontdekt door Arno Penzias en Robert Woodrow Wilson. Korte tijd later nam ook Dicke deze straling onafhankelijk van hen waar.